# Scandix damascena
Scandix damascena är en flockblommig växtart som beskrevs av Joseph Friedrich Nicolaus Bornmüller. Scandix damascena ingår i släktet nålkörvlar, och familjen flockblommiga växter. Inga underarter finns listade i Catalogue of Life.